# Löthain
Löthain ist ein Ortsteil der Gemeinde Käbschütztal im Landkreis Meißen, Sachsen. Das Dorf liegt sieben Kilometer westlich von Meißen in der Lommatzscher Pflege. Um 1900 bestand der Ort vorwiegend aus Drei- und Vierseithöfen. Nach der Bodenreform entstanden hauptsächlich an Steigerstraße zahlreiche Neubauernhäuser. Seit 1990 wächst der Ort durch den Bau vieler Einfamilienhäuser.
Ab dem 19. Jahrhundert war Löthain eine eigenständige Landgemeinde. Am 1. März 1974 erfolgte der Zusammenschluss mit der Gemeinde Jahna zur Gemeinde Jahna-Löthain, die am 1. Januar 1994 in der Gemeinde Käbschütztal aufging.

## Geographie
Löthain liegt 223 m ü. NN und umfasst eine Katasterfläche von 316,16 Hektar. Wichtigster Rohstoff ist das im Boden vorkommende Kaolin, das für die Porzellanherstellung in der Porzellanmanufaktur Meißen benötigt wird. Das Dorf liegt in der Lommatzscher Pflege auf fruchtbarem Lößboden. Die Landschaft um Löthain prägen sanfte Hügel, Felder und Streuobstwiesen. In der Umgebung liegen mehrere Wäldchen und durch Pingen entstandene Teiche, in denen seltene Tiere wie die geschützte Rotbauchunke und der Rotmilan leben.
Östlich benachbart liegt der Meißner Ortsteil Dobritz, südöstlich von Löthain liegen die Klipphausener Ortsteile Garsebach und Robschütz.

## Einwohnerentwicklung
| Jahr      | 1547/51 | 1764 | 1834 | 1871 | 1890 | 1910 | 1925 | 1939 | 1946 | 1950 | 1964 | 2009 | 2011 |
| Einwohner | 39      | 13   | 209  | 266  | 265  | 238  | 252  | 553  | 679  | 687  | 670  | 395  | 394  |

## Geschichte

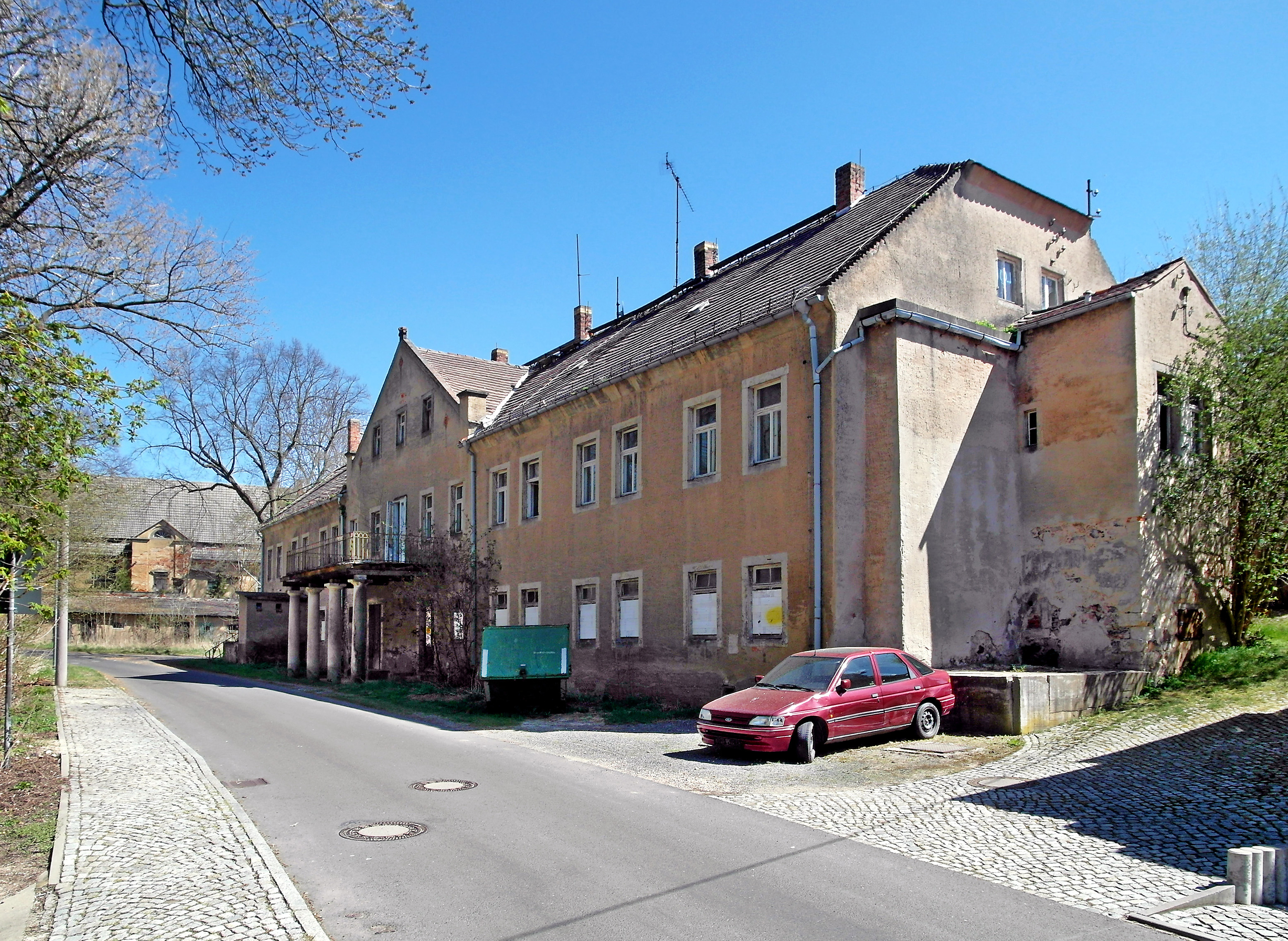
Rittergut Löthain, Herrenhaus (2015)

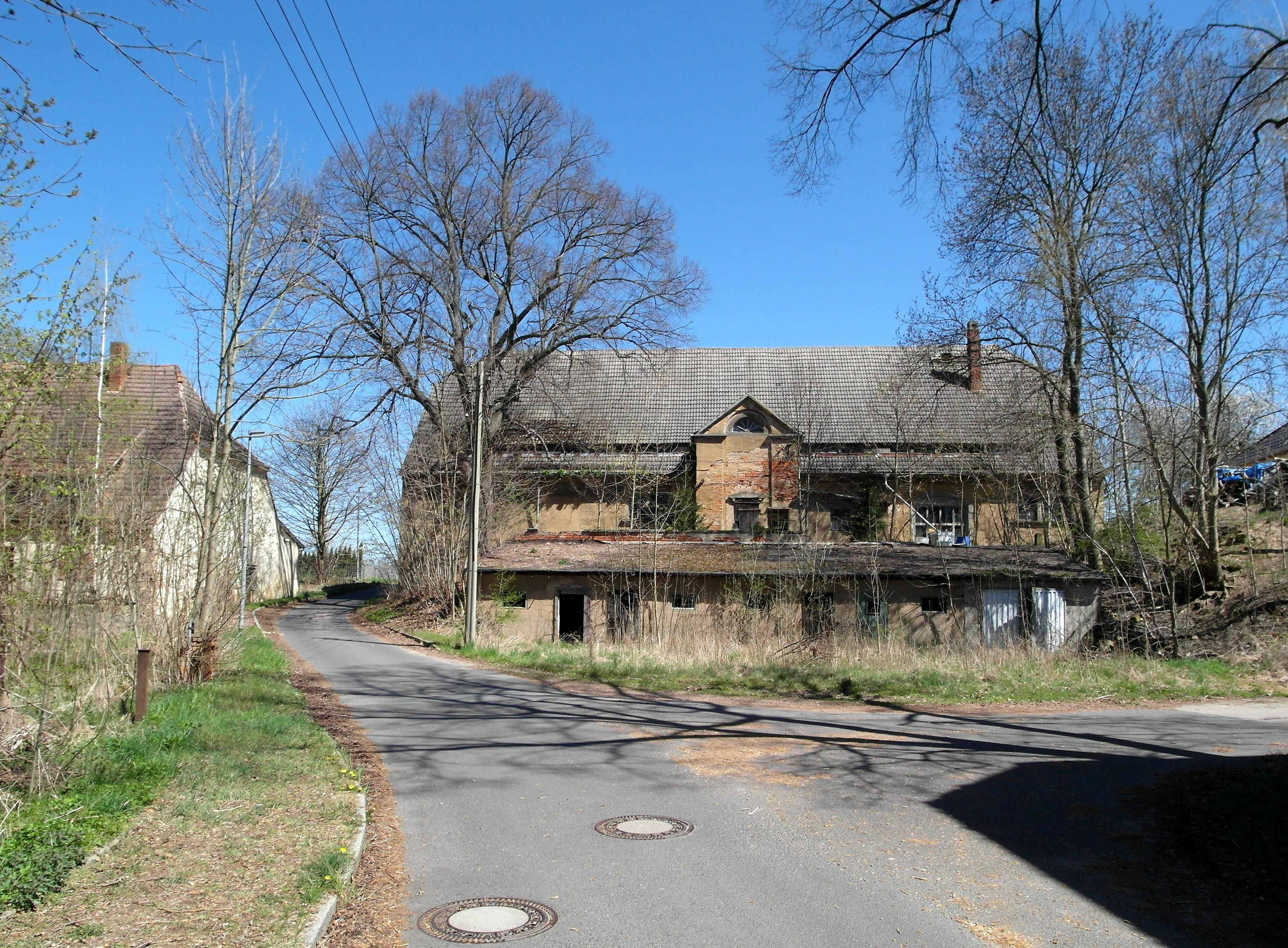
Wirtschaftsgebäude im Rittergut Löthain (2015)

Löthain wurde 1334 als Lethen erstmals urkundlich erwähnt. 1435 gab es bereits ein Vorwerk und 1551 ein Rittergut, das der Familie von Heynitz gehörte. Im Jahre 1690 wurde die Familie Vitzthum von Eckstädt mit dem Rittergut Löthain belehnt, zu dem zu dieser Zeit auch Canitz, Pauschütz und Löbschütz gehörten. Im Siebenjährigen Krieg brannte das Dorf während des Gefechts bei Löthain im Jahre 1759 völlig nieder. Die hoch verschuldeten Vitzthums von Eckstädt konnten das Gut nicht halten. Nach langwierigen Schuldenprozessen und häufigem Besitzerwechsel kaufte schließlich 1796 der Marienberger Bergmeister Jobst Christoph von Römer das Gut. 1845 verpachtete er das Rittergut an Heinrich Adolph von Steiger gegen jährliche Zinszahlungen, Naturalien und Dienstleistungen. Die Familie von Steiger bewirtschaftete und verwaltete das Rittergut Löthain bis 1945. Im Zuge der Bodenreform erfolgte die Enteignung der Gutsbesitzer. Inventar, Land und Nebengebäude wurden an Neubauern (häufig Vertriebene) verteilt. Das Römerhaus selbst wurde bis 2000 als Schule und Wohnhaus genutzt.
1953 wurde in Löthain die erste Landwirtschaftliche Produktionsgenossenschaft vom Typ III gegründet. Sie erhielt den Namen „Freiheit“. Mit der 1960 gegründeten LPG Typ I „Glück auf“ bildete diese ab 1970 die LPG „Meißner Land“. Im Jahre 1973 erfolgte der Zusammenschluss mit der LPG „Walther Ulbricht“ in Jahna zur LPG „Jahna-Löthain“.

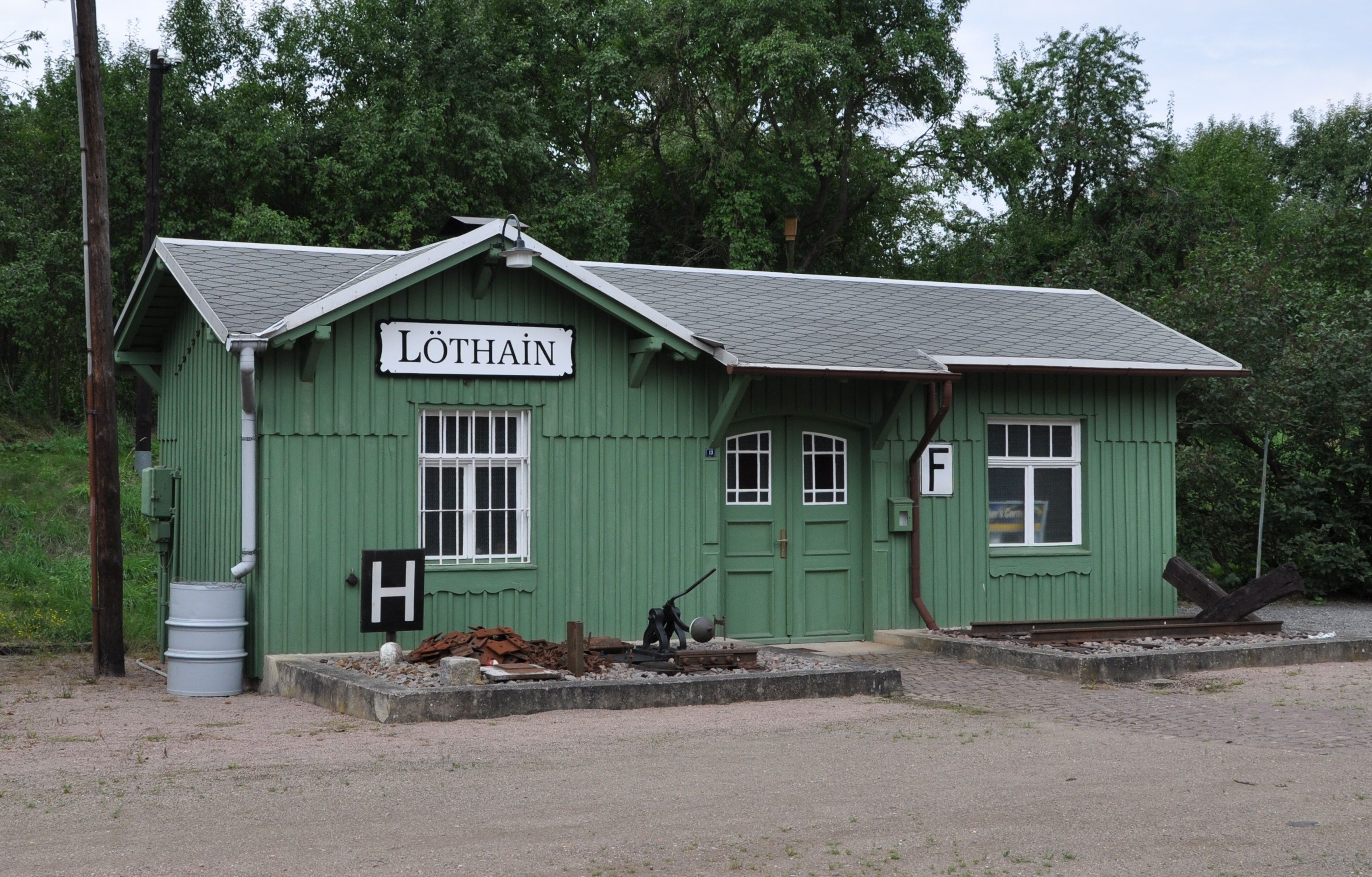
Bahnhof Löthain (2010)

Seit 1776 wird in Löthain und Umgebung Kaolin und Ton abgebaut. Die Schmalspurbahn Wilsdruff–Gärtitz wurde 1909 eingeweiht und bekam einen Bahnhof in Löthain. Sie transportierte ab diesem Zeitpunkt die über die Jahrhunderte insgesamt in 73 Schächten unter und über Tage gewonnenen Rohstoffe nach Meißen und Lommatzsch. 1966 wurde der Eisenbahnbetrieb zwischen Meißen und Löthain eingestellt. Am 28. Oktober 1972 wurde die Strecke Löthain-Lommatzsch stillgelegt. In Löthain existierte seit dem 19. Jahrhundert eine Schule. 1897 wurde das Schulhaus an der Steigerstraße gebaut und bis 1975 genutzt. Später war dort der Kindergarten Zwergenland untergebracht.

## Wirtschaft
Das Gebiet der Lommatzscher Pflege ist von intensiver Landwirtschaft geprägt. Die Flächen rund um Löthain werden von Agrargenossenschaften bewirtschaftet.
Neben der Landwirtschaft ist der Bergbau ein wichtiger Wirtschaftszweig in Löthain und Umgebung. Die Kaolin- und Tonwerke Seilitz-Löthain GmbH betreiben den Tagebau Canitz-Nord und eine Mischanlage im Steigerschacht. Zahlreiche mittelständische Unternehmen haben in Löthain ihren Sitz.

## Infrastruktur
Löthain liegt an der B 101 Zwischen Meißen und Nossen. Die Buslinien 412 und 422 der Verkehrsgesellschaft Meißen fahren den Ort mehrmals täglich an und halten an vier Haltestellen. Seit 1942 bzw. 1947 gibt es in Löthain eine Freiwillige Feuerwehr. Die Johanniter betreiben seit 2006 eine Kindertagesstätte mit Verkehrsgarten. Seit Oktober 2010 wird die Leuchte Löthains mit stromsparender LED-Technik erzielt.

## Sehenswürdigkeiten
Der Heimatverein Käbschütztal e. V. hat im früheren Schmalspurbahnhof von Löthain ein Museum eingerichtet. Es gibt den historischen Zustand der Station während der DDR-Jahre bis zur Betriebseinstellung wieder und enthält viele Dokumente und Relikte zur Löthainer Bahngeschichte. Der Museumsbahnhof ist Teil der Dampfbahn-Route Sachsen.
Sieben Bauwerke sind in Löthain vom sächsischen Innenministerium in die Kulturdenkmalliste für Käbschütztal aufgenommen worden, darunter neben dem Bahnhof u. a. eine Höhensäule auf der Korbitzhöhe sowie das sog. „Römerhaus“.